# Château de Montgeoffroy
Le château de Montgeoffroy est un château du XVIIIe siècle situé à Mazé (Maine-et-Loire).

## Historique
En 1676 Érasme de Contades, issu d'une famille de la noblesse implantée en Anjou depuis le début du XVIIe siècle, acquit la terre de Montgeoffroy qui appartenait à la famille de La Grandière. 
En 1772 Louis Georges Érasme de Contades, né en 1704, maréchal depuis 1758 et  gouverneur de l'Alsace en 1762, décide de faire rebâtir le château en vue d'y prendre sa retraite; il possédait en outre en Anjou des maisons aux lieux-dits Raguin, Montrevault, La Roche-Thibault. 
Il fait appel à l'architecte parisien Jean-Benoît-Vincent Barré, qui dut s'associer avec un architecte local, Simier.
Le maréchal étant éloigné de l'Anjou par ses fonctions à Versailles et à Strasbourg, y séjournera quelques semaines en été.
Les travaux, qui durèrent quatre ans, furent principalement dirigés par son fils, le marquis de Contades - qui s'y installa à partir de 1772 - sa belle-fille, Julie Constantin de Marans, son ancienne maîtresse, Hélène Hérault de Seychelles, et la belle-fille de cette dernière, Marie-Marguerite Magon de La Lande.

## Architecture
L'ancien château fut rasé, mais Barré respecta son plan "en U" et conserva deux tours et les douves, ainsi que la chapelle, datant de 1543. Il compte six pièces d'apparat et vingt appartements.
La façade sur le jardin fut donc orientée Nord-Est. Deux salons se situent dans l'axe principal entre cour et parc. La salle à manger est de forme ovale. Le grand escalier est reporté dans l'angle opposé.
Le maréchal décida d'établir son appartement au Sud du côté de l'entrée, afin de se trouver à proximité de l'office et du buffet, qu'il souhaitait garder "à l'œil". Il fit décorer les dessus-de-portes de portraits de jolies servantes. 
Hélène Hérault et sa belle-fille furent logées à l'angle du parterre et des basses-cours.
Le domaine a traversé la Révolution française et la guerre de Vendée en conservant ses communs, des bâtiments agricoles, sa chapelle et les fabriques du parc et, chose plus rare voire exceptionnelle, ses archives et son mobilier, dont de très nombreux sièges, certains par Jean Baptiste Gourdin, et des commodes et petites tables par Garnier, Durand et Roussel, étudiés par Pierre Verlet. Un passage souterrain fut d'ailleurs construit pour permettre aux habitants du château de s'enfuir. Ce chemin été relié à une ancienne ferme de moines situé au chemin de la Macheferrière. Aujourd'hui le passage est inaccessible car étant détruit mais on y retrouve des vestiges autant dans les plans du château que dans la cave de l'ancienne ferme transformé en habitation.
La décoration et les meubles sont évoqués p.350 du catalogue de l'exposition Chanteloup, un moment de grâce autour du duc de Choiseul (au Musée des Beaux-Arts de Tours, 7/04-8/07/2007).
Le château, ses communs, la chapelle et les deux pavillons d'entrée, l'esplanade, les douves et la cour d'honneur au Sud du château ainsi que les façades et les toitures des deux pavillons du jardin ont été classés Monuments Historiques par arrêté du 8 octobre 1984.
Le téléfilm de Marcel Bluwal Le Jeu de l'amour et du hasard a été entièrement tourné en 1966 dans le parc et diverses pièces du château.

## Galerie photographique

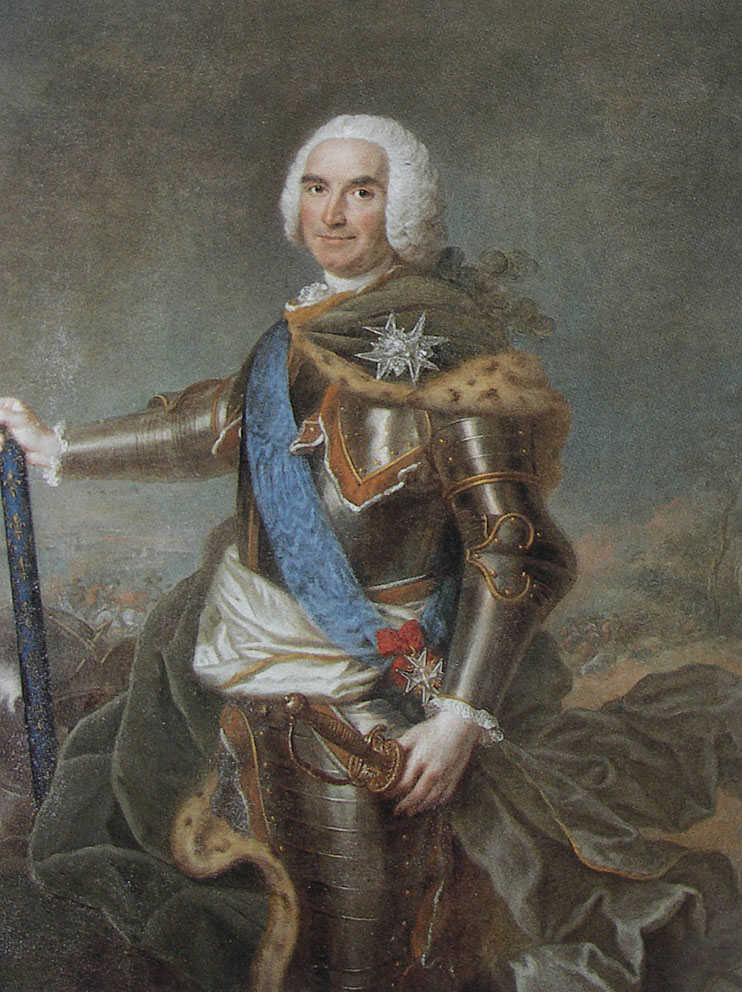
Portrait de  Érasme de Contades (1758)
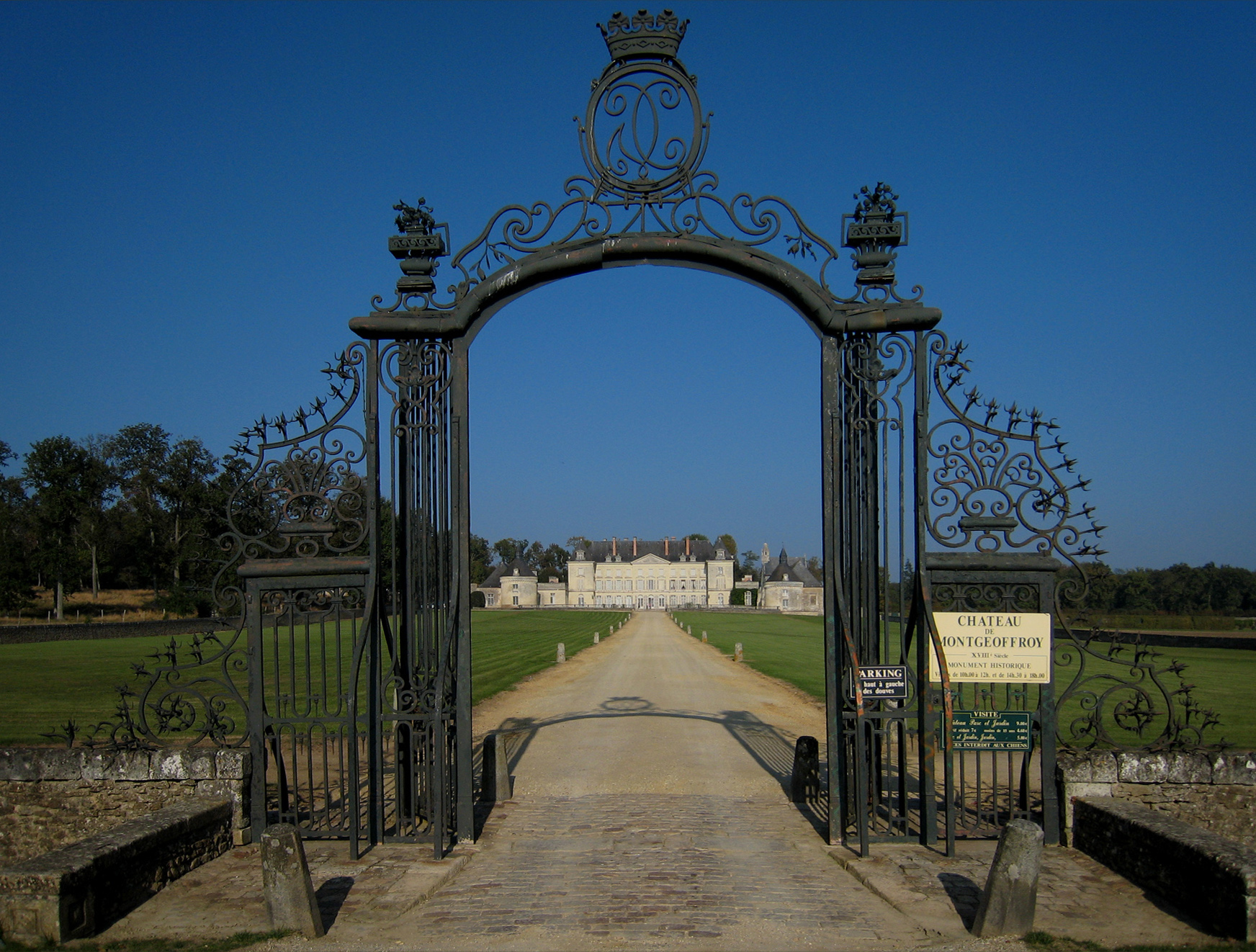
Le portail d'entrée du domaine
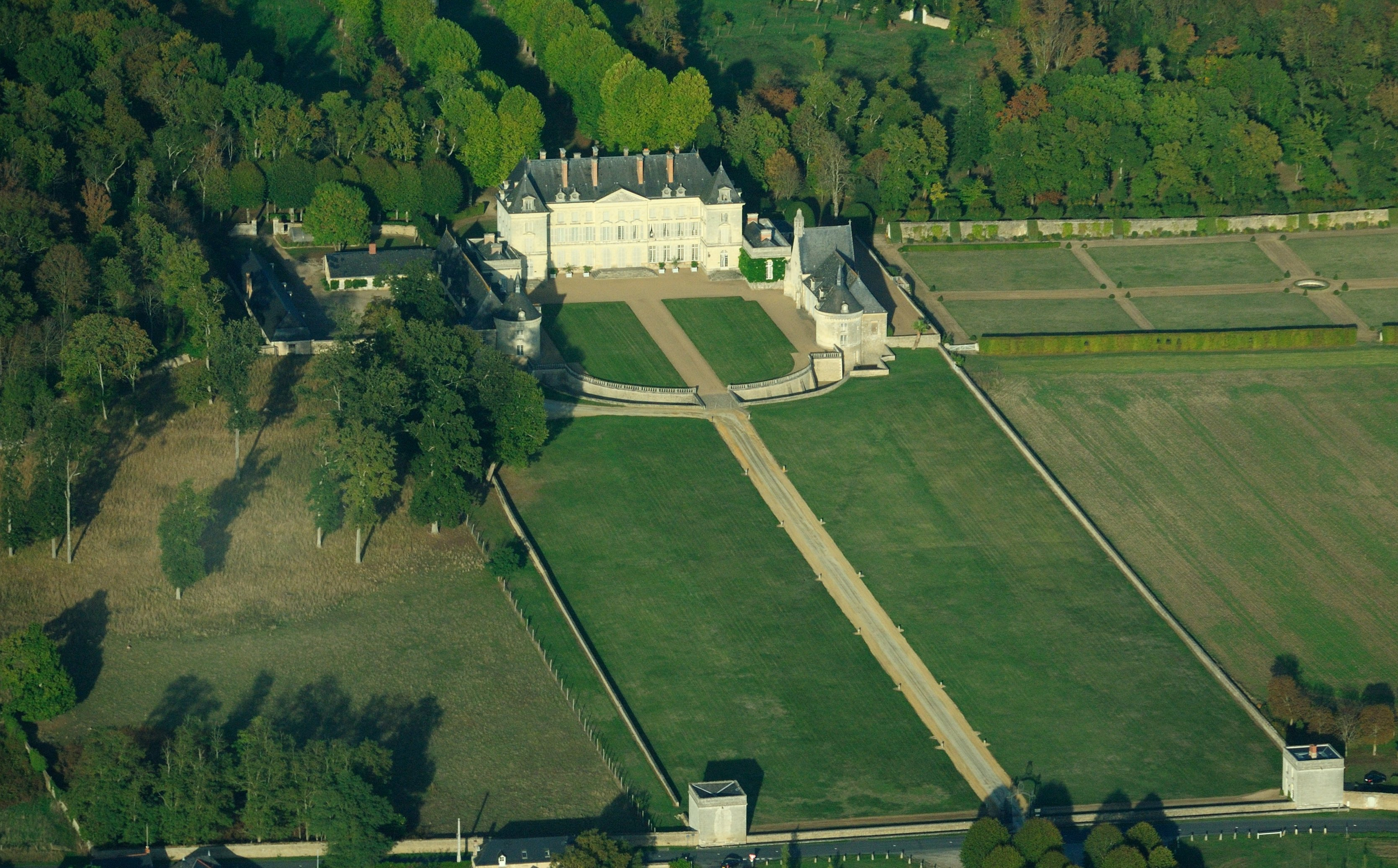
Vue aérienne
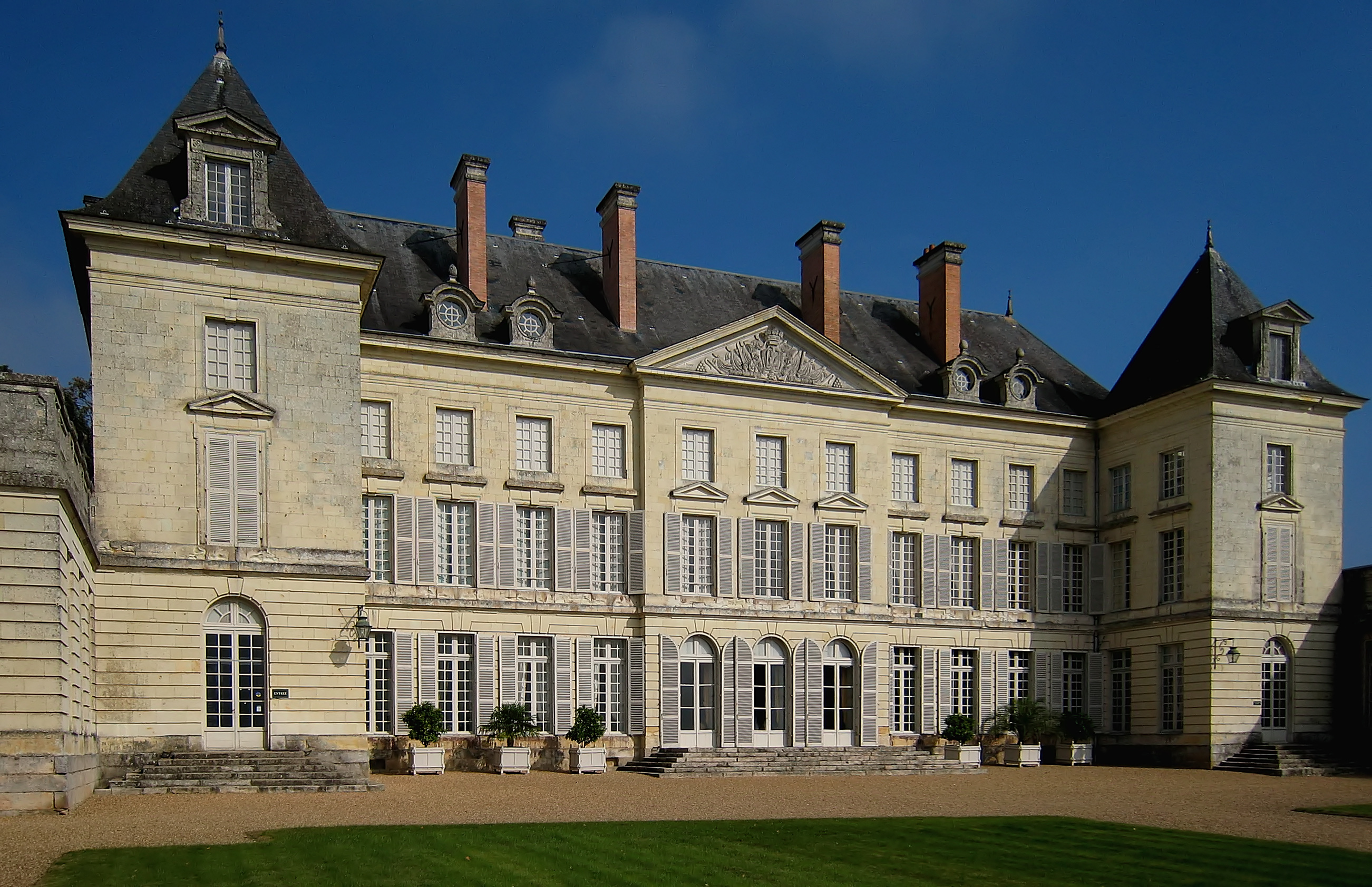
La façade